# Conecuh County
Conecuh County är ett county i den amerikanska delstaten Alabama. 2012 uppskattades countyt ha 12 981 invånare. Den administrativa huvudorten (county seat) är Evergreen.

## Geografi
2013 hade countyt en total area på 2 208,54 km². 2 201,90 km² av arean var land och 6,64 km² var vatten.

### Angränsande countyn
- Butler County, Alabama - nordöst
- Covington County, Alabama - sydöst
- Escambia County, Alabama - syd
- Monroe County, Alabama - nordväst